# NGC 2861
NGC 2861 ist eine Balken-Spiralgalaxie mit aktivem Galaxienkern vom Hubble-Typ SBa im Sternbild Wasserschlange südlich der Ekliptik. Sie ist schätzungsweise 220 Millionen Lichtjahre von der Milchstraße entfernt und hat einen Durchmesser von etwa 100.000 Lj. 

Im selben Himmelsareal befinden sich u. a. die Galaxien NGC 2877, NGC 2878.
Das Objekt wurde am 28. März 1864 von Albert Marth entdeckt.